# Geesinkorchis
Geesinkorchis – rodzaj roślin z rodziny storczykowatych (Orchidaceae). Obejmuje 4 gatunki, będące endemitami wysp Borneo i Sumatra. Rośliny występują jako epifity w górskich lasach lub jako rośliny naziemne rosnące na glebach bielicowych wśród korzeni drzew. Można je znaleźć na wysokościach od 500 m do 2000 m n.p.m.

## Morfologia
Kłącze pnące, pseudobulwy rosnące w zwartych grupach, lekko spłaszczone. Liście lancetowate, po dwa na pseudobulwie. Kwiatostan rozgałęziony z dużą liczbą kwiatów, które są wyrastają przez bardzo długi czas. Torebka elipsoidalna, nasiona wrzecionowate.

## Systematyka
Rodzaj sklasyfikowany do podplemienia Coelogyninae w plemieniu Arethuseae, podrodzina epidendronowe (Epidendroideae), rodzina storczykowate (Orchidaceae), rząd szparagowce (Asparagales) w obrębie roślin jednoliściennych.
W 2021 rodzaj został zakwalifikowany i przeniesiony do rodzaju Coelogyne.
Wykaz gatunków
- Geesinkorchis alaticallosa de Vogel
- Geesinkorchis breviunguiculata Shih C.Hsu, Gravend. & de Vogel
- Geesinkorchis phaiostele (Ridl.) de Vogel
- Geesinkorchis quadricarinata Shih C.Hsu, Gravend. & de Vogel